# تبادلات فلسفی در جامعه سلطنتی

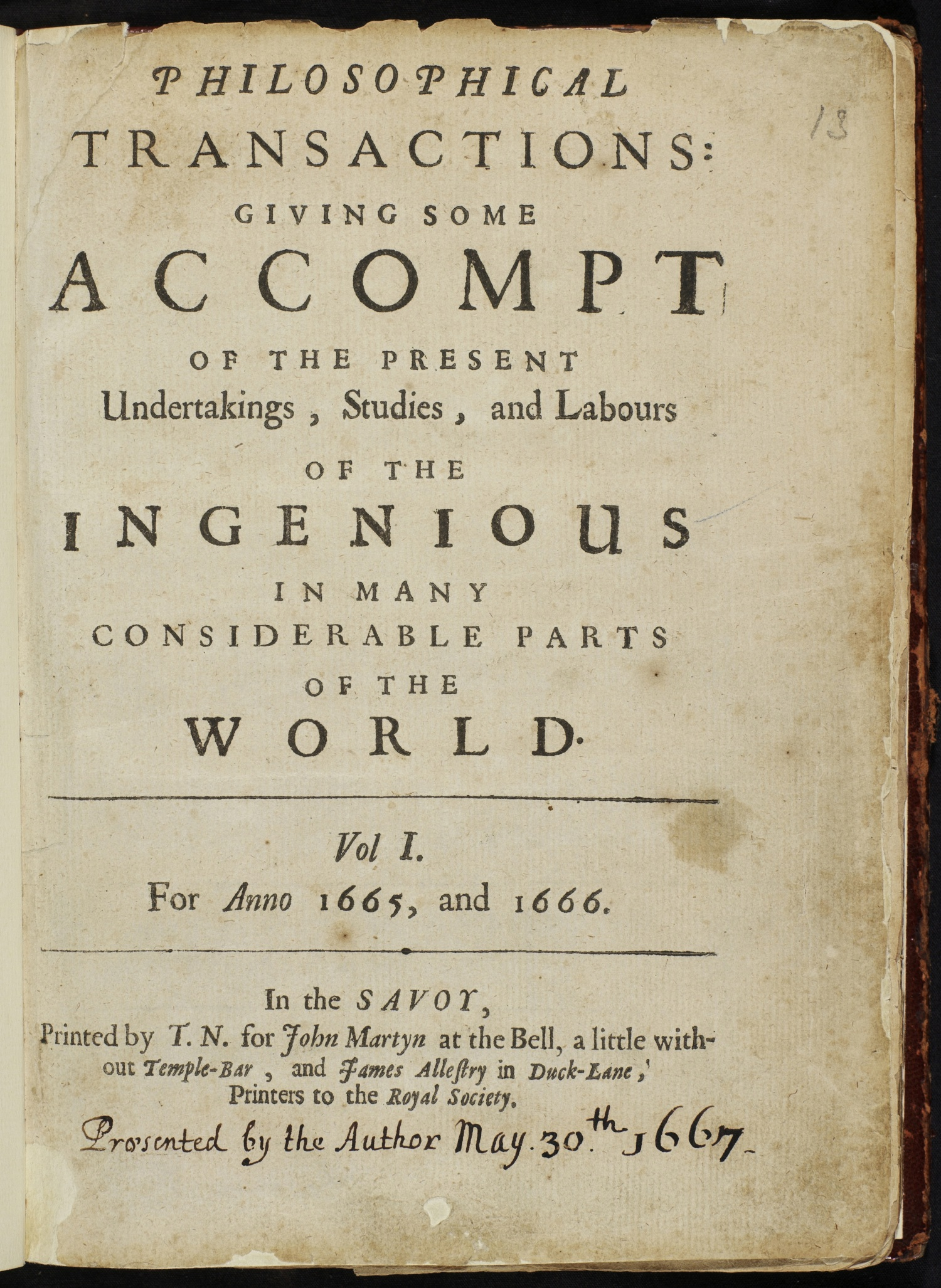
تبادلات فلسفی جلد یکم - روی جلد

تبادلات فلسفی (یا اسناد/گزارش‌های فلسفی) که بعداً به تبادلات فلسفی در جامعهٔ سلطنتی تغییر نام یافت، مجلهٔ علمی است که توسط انجمن سلطنتی لندن منتشر می‌شود. این مجله که با علامت اختصاری Phil.‎ Trans.‎ (مختصر عبارت انگلیسی Philosophical Transactions of the Royal Society) شناخته می‌شود، در سال ۱۶۶۵ شروع به کار کرد و از این رو قدیمی‌ترین مجله‌ای در دنیا است که منحصراً برای انتشار محتوای علمی به کار رفته، و به همین خاطر قدیمی‌ترین مجلهٔ علمی در دنیا دانسته می‌شود. عبارت «فلسفه» در عنوان این مجله در واقع به فلسفه طبیعت اشاره دارد؛ مفهومی که در حال حاضر از آن به علم یاد می‌شود.
در سال ۱۸۸۷ این مجله به دو مجلهٔ جداگانه، یکی منحصراً برای علوم فیزیکی و دیگری برای علوم طبیعی تقسیم شد. در حال حاضر این دو صرفاً مقاله‌هایی را منتشر می‌کنند که در خصوص موضوعات خاص باشند یا نتیجهٔ گفتگو راجع به مقاله‌های دیگر در جلسه‌های انجمن سلطنتی باشند. همچنین چندین مجلهٔ خواهر نیز برای آن‌ها ایجاد شده که تحقیقات دست اول در آن‌ها منتشر می‌شوند.